# Therion (band)
Therion is een symfonische metalband, met kenmerkende opera-invloeden, uit Zweden, opgericht in 1987 door Christofer Johnsson. Therion is ooit begonnen als een deathmetalband, maar is al snel uitgegroeid tot een van de meest toonaangevende bands in het symfonische metalgenre. Door de velen mythen en sagen die de band gebruikt wordt Therion vaak gerekend tot de folkmetal, alsmede de gothic metal. De band ging al snel orkestrale elementen gebruiken; niet alleen als extraatje, maar als volwaardig deel van de composities. Daarmee is Therion een van de eerste bands die met een volledig orkest op het podium stond. Niet voor niets is de band ooit beschreven als "de meest avontuurlijke band van het moment".
De naam Therion (uitspraak: Thèrion), komt van het Oudgriekse woord θηρίον, dat 'beest' betekent. De band heeft de naam echter afgeleid van het beroemde album van Celtic Frost, To Mega Therion. De muzikale en tekstuele thema's ontleent de band aan verschillende mythen, en zijn gebaseerd op concepten variërend van occultisme, magie en oude tradities. Het overgrote deel van de teksten zijn geschreven door Thomas Karlsson, hoofd en oprichter van de magische orde Dragon Rouge, waarvan Johnsson ook lid is. De band heeft vele ledenwisselingen en stilistische wijzigingen gekend gedurende haar bestaan.

## Biografie

### Blitzkrieg en Megatherion (1987-1988)
De band is gevormd in Upplands Väsby, Zweden in 1987, onder de naam Blitzkrieg. De oprichter, Christofer Johnsson, was oorspronkelijk de zanger en bassist, ondanks dat hij slechts enkele maanden bas speelde. Twee muzikanten sloten zich bij hem aan: gitarist Peter Hansson en drummer Oskar Forss. Hansson en Johnsson kenden elkaar al van verschillende andere muzikale projecten, Forss was daarentegen een oude schoolvriend van Johnsson. Blitzkrieg was in die begintijden sterk beïnvloed door Metallica en Slayer, alhoewel ze toen min of meer klonken als Venom en Motörhead. Blitzkrieg heeft nooit enige demo uitgebracht en heeft slechts twee concerten gespeeld. Blitzkrieg werd opgeheven in 1988 door problemen met Forss.
De band maakte toen een doorstart onder de naam Megatherion en werd toen steeds verder beïnvloed door de Zwitserse band Celtic Frost. De nieuwe naam werd dan ook ontleend aan het album To Mega Therion van Celtic Frost. Johnsson ging toen gitaar spelen, en terwijl Peter Hansson ook gitaar speelde, werden Johan Hansson en Mika Tovalainen aangenomen als respectievelijk bassist en drummer. De band verkortte haar naam als snel in Therion, en de twee nieuwe leden werden er ook uitgezet. Erik Gustafsson werd toen aangenomen als bassist en Forss kwam weer terug als drummer.

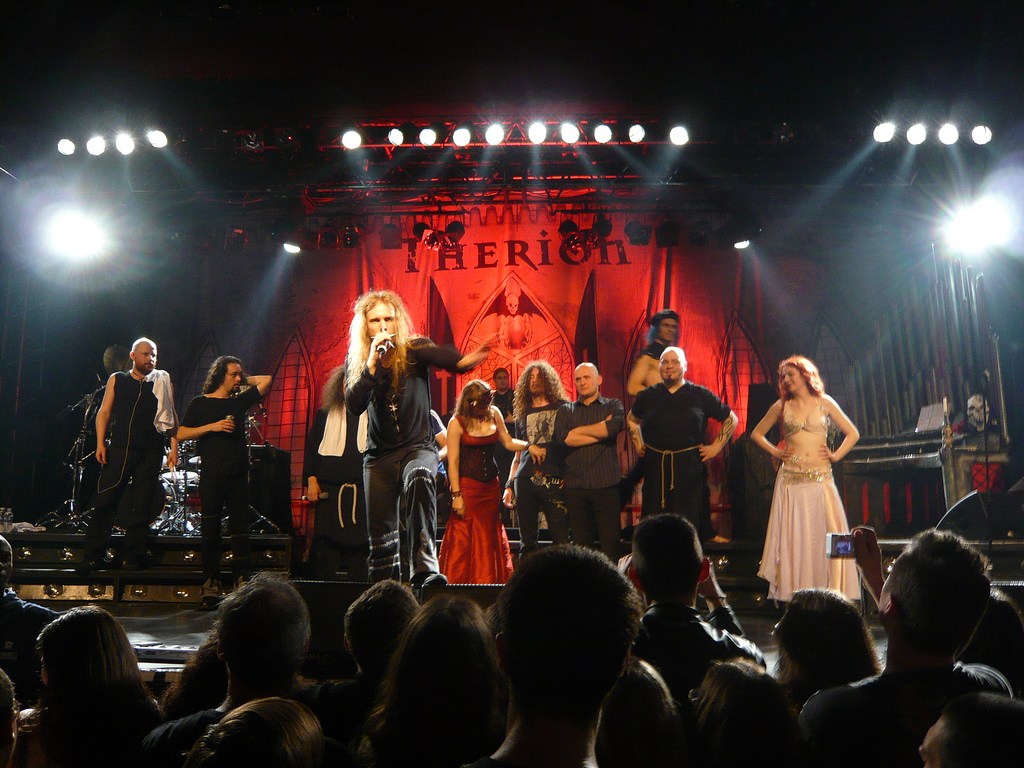
Paris, 22/12/2007.

### Het debuut en het eerste contract (1989-1993)
In 1989 produceerde Therion twee demo's: Paroxysmal Holocaust (waarvan er 600 gemaakt zijn) en Beyond the Darkest Veils of Inner Wickedness (500 kopieën). In 1990 gaf de band een ep-demo uit: Time Shall Tell. Formeel is het slechts een demo, aangezien alleen een lokale winkel de ep verkocht. Van deze ep zijn uiteindelijk maar 1000 kopieën gemaakt. Deze winkel zorgde ervoor dat Therion haar eerste deal kon sluiten, namelijk met Deaf Records. Met deze maatschappij kon Therion hun eerste studio-album uitgeven: Of Darkness.... Terwijl er nieuwere nummers waren, bestaat dit album uit nummers die Johnsson in de jaren 80 had geschreven. De nieuwere nummers werden bewaard voor een volgende release. Of Darkness... kan worden gezien als een progressieve deathmetalplaat. Het bevat een aantal elementen die erg ongewoon waren voor deathmetal in die tijd. De teksten waren erg politiek gezind, in navolging van Napalm Death en andere hardcore punkbands uit de late jaren 80. De deal met Deaf Records was slechts voor één jaar, en aangezien de band nooit een goede relatie had met dat label, wisselde de band van label. Er werd een contract gesloten met Active Records.
Vervolgens begon de band met het produceren van het tweede album, Beyond Sanctorum, dat uitgebracht werd in 1992. Vóór de opnames besloot Erik Gustafsson de band te verlaten, omdat hij naar de Verenigde Staten vertrok. Johnsson ging toen weer bas spelen. In Beyond Sanctorum zijn aan de deathmetal enkele experimentele elementen toegevoegd, zoals keyboards en heldere zang. Na de opnames kwamen er problemen in de band. Forss besloot de band te verlaten, en Hansson moest de band verlaten wegens gezondheidsproblemen. De concerten in Nederland werden dan ook met een volledig andere line-up gespeeld. Piotr Wawrzeniuk, van de band Carbonized waarin ook Johnsson gespeeld had, nam de rol van drummer op zich. De rol van gitarist werd opgenomen door Magnus Barthelsson, een oude schoolvriend van Johnsson, terwijl Andreas Wahl de baspartij zou gaan verzorgen.

### Muzikale metamorfose (1993-1996)
Met deze nieuwe line-up werd een derde album opgenomen, Symphony Masses - Ho Drakon Ho Megas. Met dit album verliest de band veel van zijn deathmetalstijl; Symphony Masses: Ho Drakon Ho Megas is een uiterst experimenteel album dat veel gelijkenis vertoont met doommetal. In die tijd werd Active Records overgenomen waardoor Therion Megarock Records als nieuw label kreeg.
De band was toen bij het grote publiek nog erg onbekend. Er werden weinig albums verkocht en de bandleden moesten hard werken om alle eindjes aan elkaar te knopen. Ondanks al het werk dat de band deed, was er vrijwel geen financieel succes waardoor Barthelsson en Wahl de band moesten verlaten. Fredrik Isaksson werd de nieuwe bassist. Na een pauze van enkele maanden kreeg de band een aanbod van het bekende metallabel Nuclear Blast. Ondanks de deal met Active Records, liet Megarock Records Therion gaan zonder enige consequenties voor de band daaraan te verbinden. De band tekende een contract met Nuclear Blast in 1994 en zitten nog steeds bij dat label.
Het eerste album dat via Nuclear Blast uitkwam was Lepaca Kliffoth. Vlak daarvoor werd voor de promotie van het album al de single 'The Beauty in Black' uitgegeven. Lepaca Kliffoth was net als Ho Draken Ho Megas een experimenteel album. Op Lepaca Kliffoth zijn klassieke sopraan- en baritonvocalen te horen; ook Johnsson gebruikt een andere zangstijl. Fredrik Isaksson verliet de band wegens persoonlijke problemen. Lars Rosenberg, van deathmetalband Entombed verving hem.

### Metal en klassieke muziek gecombineerd (1996-2001)
In 1996 werd Jonas Mellberg aan de line-up toegevoegd en de band begon met het opnemen van een nieuw experimenteel album, genaamd Theli. Op dit album werd veel gebruikgemaakt van twee koren, alsmede de enkele vocalen van Johnsson en Wawrzeniuk. Dan Swanö heeft ook een bijdrage geleverd aan de vocalen op dit album. De band gebruikte op dit album veel keyboards. Zoveel zelfs dat de band voor een tijdje humoristisch "Barmbek Symphony Orchestra" werd genoemd, naar het metrostation aan de overzijde van de straat waar Therion zich huisvestte. Theli wordt door velen beschouwd als het hoogtepunt van de band. Theli verkocht dan ook meer dan tweemaal zoveel als Lepaca Kliffoth.
Na de opnames werd het mixen erg stressvol voor de band. Mellberg had een serieus drankprobleem en liep letterlijk de studio uit om nooit meer naar de band terug te keren. Rosenberg had ook problemen met drank, maar de band overleefde deze problemen lang genoeg om Theli uit te kunnen geven. Johnsson had ook een probleem met Wawrzeniuk; Wawrzeniuk was bezig met zijn studie en kon niet aanwezig zijn bij veel van de concerten. Daarom vroeg Johnsson Tommy Eriksson van Shadowseeds om tijdens de toer in te vallen als drummer. Tobias Sidegard werd ingehuurd als gitarist en Kimberly Gloss verzorgde tijdens de toer de keyboards en enkele vocalen. Rosenbergs drankprobleem werd alleen maar groter waardoor hij uit de band werd ontslagen.
In 1997 bracht Therion A'arab Zaraq - Lucid Dreaming uit. Op dit album staan enkele nummers die aanvankelijk waren geschreven voor Theli, enkele covers en een soundtrack die Johnsson helemaal onafhankelijk had geschreven voor de kunstfilm 'The Golden Embrace'.
Het volgende album, Vovin, werd opgenomen met professionele muzikanten, en Tommy Eriksson in sommige gitaarpartijen. Voor de eerste keer in de geschiedenis van Therion werd er gebruikgemaakt van een echt strijkorkest en een koor. De Oostenrijkse zangeres Martina Hornbacher Astner en Sarah Jezebel Deva werden uitgekozen als de leidende sopranen. Vovin verkocht in Europa alleen al meer dan 150.000 keer.
De band ging vervolgens op toer samen met Moonspell. De gehuurde drummer, Sami Karppinen werd een volledig lidmaatschap aangeboden. Met deze nieuwe line-up werd het mini-album Crowning of Atlantis opgenomen. Dit album bestond uit enkele covers en live-tracks. De live-tracks moesten erop van Nuclear Blast om het een volwaardig album te maken. Via Karppinen werden Kristian Niemann en diens broer Johan Niemann aangenomen in de band, respectievelijk als gitarist en bassist.
Johnsson had toentertijd al materiaal geschreven voor het volgende album: Deggial. Deggial is nog veel symfonischer dan Vovin aangezien er gebruik wordt gemaakt van een volledig orkest (in plaats van alleen een strijkorkest zoals in Vovin). Daarnaast zijn de orkestrale stukken veel complexer. Deggial verkocht meer dan Theli, maar kon nooit tippen aan het enorme succes van Vovin. Om Deggial te promoten begon Therion vervolgens een grote toer als headliner.

### Secret of the Runes (2001-2004)
Na Deggial begon Johnsson opnieuw te componeren. Ditmaal had hij het idee om een Noors conceptalbum te schrijven. Voor de opnames van de band had hij de studio Modern Art gebouwd. De nieuw geschreven nummers waren gebaseerd op de negen verschillende werelden van de wereldboom Yggdrasil, uit de Noorse mythologie. Het album werd Secret of the Runes genoemd, en kwam uit in 2001. De band nam als bonus covers op van Abba en Scorpions. Piotr Wawrzeniuk kwam op dit album terug als gastzanger voor deze bonusnummers. Dit tiende album van Therion kreeg goede recensies. Er werd vervolgens een toer opgezet met Evergrey en My Insanity in het voorprogramma. Na de toer kondigde Karppinen aan de band te verlaten. Hij had al in Richard Evensand een vervanger gevonden. Evensand zou in het vervolg dus de drums verzorgen.
In 2001 werd ook de compilatie-cd Bells of Doom uitgegeven die alleen exclusief te verkrijgen was voor betalende leden van de officiële fanclub. Dit album bevatte onder andere zeldzame nummers zoals de originele opnames uit 1987 toen de band nog Blitzkrieg heette. Het bevatte ook een aantal demo-nummers en nummers die nooit op de albums terechtkwamen.
Sommige nummers van Secret of the Runes kwamen terecht op Therions eerste live-cd, Live in Midgård, dat een dubbel-cd was. Dit album werd in 2002 uitgebracht, ter ere van het 15-jarig bestaan van de band.

### Lemuria & Sirius B (2004-2006)

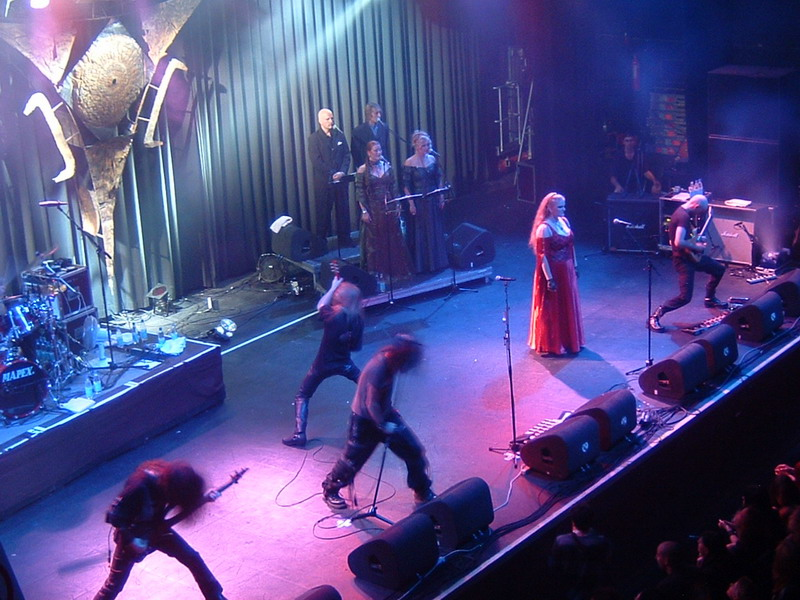
Therion in Nederland in 2004

Na de toer ging de band een lijst opstellen van nieuwe nummers. De oorspronkelijke zeven nummers voor een nieuw album waren flink gegroeid, en met hulp van de gebroeders Niemann kwam de band tot de ontdekking dat ze maar liefst 55 nieuwe nummers hadden geschreven. Daaropvolgend besloot de band om twee albums tegelijkertijd op te nemen en ze ook op hetzelfde moment te laten uitkomen. Lang niet alle 55 nummers werden gebruikt, vele zouden terechtkomen op latere albums. Op de twee nieuwe albums, Lemuria en Sirius B, zijn in totaal 171 musici te horen, waaronder een 32 man groot koor uit Praag tezamen met vele leadzangers. Beide albums werden uitgebracht in 2004. Op beide zijn de gitaren, in vergelijking met vorige albums, sterk naar voren gekomen. Wawrzeniuk kwam als gastzanger terug bij band samen met Mats Levén.
In 2005 werd het volgende album, genaamd Atlantis Lucid Dreaming, uitgebracht. Zoals de naam al impliceerd is het een combinatie van A'arab Zaraq - Lucid Dreaming uit 1997 en Crowning of Atlantis uit 1999. Op het album staan alle niet-soundtrack nummers van A'arab Zaraq - Lucid Dreaming (behalve de Iron Maiden-cover), en de eerste zeven nummers van Crowning of Atlantis met als extraatje een live-versie van het nummer 'Black Sun'.
De toer van Lemuria en Sirius B zou uiteindelijk twee jaar duren met in totaal 106 shows. Het laatste concert vond plaats op het ProgPower Festival in Cheltenham, Groot-Brittannië, in maart 2006. Dit was tevens het laatste optreden van Johnsson als zanger.
In mei 2006 werd de dvd-box Celebrators of Becoming uitgebracht. Deze box bevat vier dvd's met daarop een live-registratie van een concert in Mexico en ander live-materiaal, een documentaire over de toer van 2004-2006, de kunstfilm 'The Golden Embrace', alle clips van de band en bootlegs met commentaar, alsmede twee cd's van een live-show in Mexico.

### Gothic Kabbalah (2006-heden)

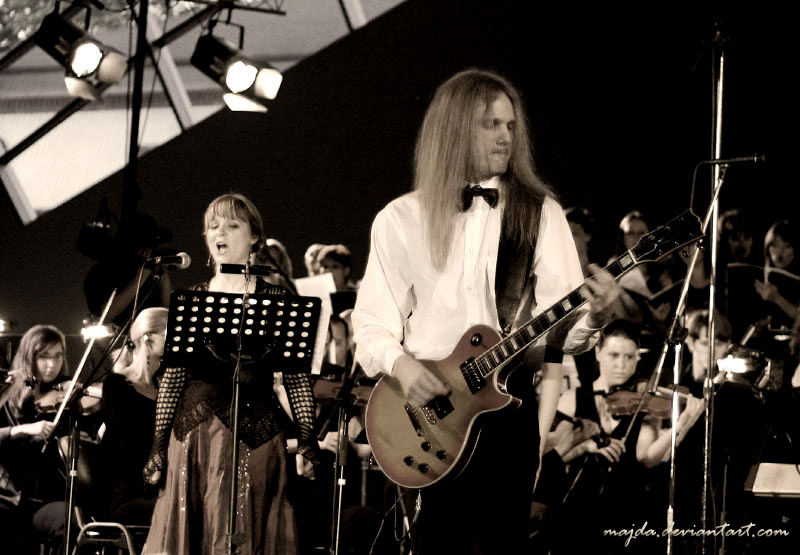
Christofer Johnsson met een klassiek orkest in Hongarije

In september 2006 verklaarde Johnsson dat de opnames van het nieuwste album, Gothic Kabbalah, klaar waren en dat het album uitgebracht zou worden op 12 januari 2007. Gothic Kabbalah is een dubbel-cd, met 15 nummers. De daaropkomende toer begon in het vroege begin van 2007, tezamen met Grave Digger en Sabaton als support-acts.

## Discografie

### Albums
- Of Darkness... (1991)
- Beyond Sanctorum (1992)
- Symphony Masses - Ho Drakon Ho Megas (1993)
- Lepaca Kliffoth (1995)
- Theli (1996)
- A'arab Zaraq - Lucid Dreaming (1997)
- Vovin (1998)
- Crowning of Atlantis (1999)
- Deggial (2000)
- Secret of the Runes (2001)
- Live in Midgård (2002) - live-album
- Sirius B (2004)
- Lemuria (2004)
- Gothic Kabbalah (2007)
- The Miskolc Experience (2009)
- Sitra Ahra (2010)
- Les Fleurs du Mal (2012)
- Cover Songs 1993-2007 (2020)
- Leviathan (2021)
- Leviathan II (2022)
- Leviathan III (2023)

### Singles
- 'The Beauty in Black' (1995)
- 'The Siren of the Woods' (1996)
- 'Eye of Shiva' (1998)
- 'Wand of Abaris' (2006)
- 'The Wand of Abaris' / 'Path to Arcady' (2007)

### Demo's
- Paroxysmal Holocaust (1989) - cassette
- Beyond the Darkest Veils of Inner Wickedness  (1989) - cassette
- Time Shall Tell (1990) - lp, ep

### Compilaties en Box-sets
- The Early Chapters of Revelation (2000)
- Bells of Doom (2001)
- Atlantis Lucid Dreaming (2005)
- Celebrators of Becoming (2006)

## Hitlijsten

### Albums
| Album met eventuele hitnotering(en) in de Nederlandse Album Top 100 | Datum van verschijnen | Datum van binnenkomst | Hoogste positie | Aantal weken | Opmerkingen |
| ------------------------------------------------------------------- | --------------------- | --------------------- | --------------- | ------------ | ----------- |
| Lemuria                                                             | 2004                  | 12-06-2004            | 76              | 1            |             |
| Gothic Kabbalah                                                     | 17-01-2007            | 20-01-2007            | 55              | 3            |             |
| Live Gothic                                                         | 25-07-2008            | 02-08-2008            | 98              | 1            | Livealbum   |
| Sitra ahra                                                          | 17-09-2010            | 25-09-2010            | 95              | 1            |             |

| Album met hitnotering(en) in de Vlaamse Ultratop 200 albums | Datum van verschijnen | Datum van binnenkomst | Hoogste positie | Aantal weken | Opmerkingen |
| ----------------------------------------------------------- | --------------------- | --------------------- | --------------- | ------------ | ----------- |
| Lemuria / Sirius B                                          | 2004                  | 12-06-2004            | 89              | 1            |             |
| Gothic Kabbalah                                             | 2007                  | 03-02-2007            | 85              | 1            |             |

### Dvd's
| Dvd's met hitnoteringen in de Nederlandse Music Top 30 | Datum van verschijnen | Datum van binnenkomst | Hoogste positie | Aantal weken | Opmerkingen |
| ------------------------------------------------------ | --------------------- | --------------------- | --------------- | ------------ | ----------- |
| Adulruna rediviva and beyond                           | 2014                  | 15-03-2014            | 29              | 1            |             |

## Bandleden
| Album                                               | Zang                                            | Gitaar              | Basgitaar                         | Drums            |
| --------------------------------------------------- | ----------------------------------------------- | ------------------- | --------------------------------- | ---------------- |
| Paroxysmal Holocaust (1989)                         | Christofer Johnsson                             | Peter Hansson       | Erik Gustafsson                   | Oskar Forss      |
| Beyond the Darkest Veils of Inner Wickedness (1989) | Christofer Johnsson                             | Peter Hansson       | Erik Gustafsson                   | Oskar Forss      |
| Time Shall Tell (1990)                              | Christofer Johnsson                             | Peter Hansson       | Erik Gustafsson                   | Oskar Forss      |
| Of Darkness... (1991)                               | Christofer Johnsson                             | Peter Hansson       | Erik Gustafsson                   | Oskar Forss      |
| Beyond Sanctorum (1992)                             | Christofer Johnsson                             | Peter Hansson       | Christofer Johnsson Peter Hansson | Oskar Forss      |
| Symphony Masses - Ho Drakon Ho Megas (1993)         | Christofer Johnsson                             | Magnus Barthelsson  | Andreas Wallan Wahl               | Piotr Wawrzeniuk |
| Lepaca Kliffoth (1995)                              | Christofer Johnsson                             | Christofer Johnsson | Fredrik Isaksson                  | Piotr Wawrzeniuk |
| Theli (1996)                                        | Christofer Johnsson                             | Jonas Mellberg      | Lars Rosenberg                    | Piotr Wawrzeniuk |
| A'arab Zaraq - Lucid Dreaming (1997)                | Christofer Johnsson                             | Jonas Mellberg      | Lars Rosenberg                    | Piotr Wawrzeniuk |
| Vovin (1998)                                        | Christofer Johnsson                             | Christofer Johnsson | Jan Kazda                         | Wolf Simon       |
| Crowning of Atlantis (1999)                         | Christofer Johnsson                             | Tommy Eriksson      | Jan Kazda                         | Wolf Simon       |
| Deggial (2000)                                      | Christofer Johnsson                             | Kristian Niemann    | Johan Niemann                     | Sami Karppinen   |
| Secret of the Runes (2001)                          | Christofer Johnsson                             | Kristian Niemann    | Johan Niemann                     | Sami Karppinen   |
| Lemuria & Sirius B (2004)                           | Christofer Johnsson Mats Levén Piotr Wawrzeniuk | Kristian Niemann    | Johan Niemann                     | Richard Evensand |
| Gothic Kabbalah (2007)                              | Mats Levén Snowy Shaw                           | Kristian Niemann    | Johan Niemann                     | Petter Karlsson  |

 N.B.: Ook waar Christofer Johnsson niet wordt genoemd, speelt hij wel degelijk een grote rol. Op alle albums speelt hij gitaar. 

### Huidige leden
Op dit moment zijn de leden van Therion Christofer Johnsson op gitaar, Nalle Phallson op basgitaar, Johan Koleberg op de drums, Christian Vidal op gitaar en Thomas Vikstrom als zanger. Ook Snowy Shaw zingt weer voor Therion

### Songteksten
Vrijwel alle teksten worden verzorgd door Thomas Karlsson, hoewel hij officieel geen bandlid is.